# Xenonemesia platensis
Espèce
Synonymes
- Xenonemesia platense Goloboff, 1989

Xenonemesia platensis est une espèce d'araignées mygalomorphes de la famille des Pycnothelidae.

## Distribution
Cette espèce se rencontrent en Argentine dans les provinces de Buenos Aires et d'Entre Ríos, au Brésil dans l'État de Rio Grande do Sul et en Uruguay,,.

## Description
La femelle holotype mesure 15,85 mm et le mâle paratype 10,20 mm.

## Systématique et taxinomie
Cette espèce a été décrite par Goloboff en 1989.

## Étymologie
Son nom d'espèce, composé de plat[a] et du suffixe latin -ensis, « qui vit dans, qui habite », lui a été donné en référence au lieu de sa découverte, le Río de la Plata.

## Publication originale
- Goloboff, 1989 : « Xenonemesia, un nuevo genero de Nemesiidae (Araneae, Mygalomorphae). » Journal of Arachnology, vol. 16, no 3, p. 357-363 (texte intégral).